# Falltjärnen (Gustav Adolfs socken, Värmland)
Falltjärnen är en sjö i Hagfors kommun i Värmland och ingår i Göta älvs huvudavrinningsområde. Falltjärnen ligger i Fräkensjömyrarna Natura 2000-område.